# Sakura Haruno
Sakura Haruno (春野サクラ, Haruno Sakura) jedan je od glavnih likova u anime i manga serijama Naruto.
Prezime "Haruno" znači "Procvalo polje", a ime "Sakura" znači "trešnjin cvijet", koji je u Japanu obilježavan zbog svoje ljepote i tragično kratkog vijeka (trešnjini cvjetovi povijesno su se asocirali sa samurajima). 
U Shonen Jumpovom popisu popularnih likova, Sakura se često našla među Top 10 najboljih, a jednom je dospjela i u Top 5.

## Pozadina
Na početku serije, Sakura je Genin-level učenik Kakashija Hatakea te timski kolega Naruta Uzumakija i Sasukea Uchihe. Isprva, Sakurina izdržljivost i opće sposobnosti bile su pomalo ispod uobičajenog prosjeka, pri čemu je tijekom toka serija iskoristila samo nekoliko vještina, od kojih je najnaprednija poništavanje genjutsua. Sakurina glavna snaga je njezina inteligencija i dobra kontrola chakre. Bila je u mogućnosti popeti se na drvo uz pomoć chakre u prvom pokušaju, dok je Narutu, pa čak i Sasukeu, trebalo nekoliko dana kako bi u tome uspjeli.
U Sakuri prebiva "Unutarnja Sakura", koja je, čini se, mnogo goreg raspoloženja od Narutove demonske lisice. Unutarnja Sakura očito predstavlja izrični dio njezina karaktera i obično služi kao smiješno olakšanje. Sakurine uobičajene blage reakcije paralelne su sa "Shannarom" (しゃーんなろー) Unutarnje Sakure. Taj izraz nema nikakvog doslovnog značenja, ali je obično preveden kao "E, hoćeš", "E, nećeš" ili "Prokletsvo", ovisno o situaciji (u engleskom prijevodu to je uvjerljivi i bijesni "Cha!"). Unutarnja Sakura karakterizirana kao Sakurina opredijeljena sposobnost, s izuzetkom od njezine kontrole chakre, poput Sasukeovog Sharingana ili Narutove demonske lisice. Unutarnja Sakura zapravo postoji kao odvojena duša unutar Sakure, što joj je dobro došlo za vrijeme borbe sa svojom suparnicom, Ino Yamanaka. Kada ju je Ino pogodila sa svojom Tehnikom promjene uma tijela, ona je potisnula samo običnu Sakuru. U tom slučaju, Unutarnja Sakura, uz malo Narutova poticanja, bila je u mogućnosti pojaviti se i natjerati Ino da napusti njezino tijelo. Nakon toga, Unutarnja Sakura pojavila se je jednom u anime epizodi 197, kada Sakura nije uspjela opaziti dimnu bombu koja je bila opaljena noć prije, i jednom u manga poglavlju 250, kada je Naruto pokušao odbiti misiju koju mu je dodijelila Tsunade. Sakura, međutim, ponekad pokaže poteze koji bi isprva trebali biti ograničeni na Unutarnju Sakuru, iako su rijetko viđeni ˙oni postaju češći u Drugom dijelu animea, što je znak da Sakuri postaje udobnije u vlastitom tijelu te počinje pokazivati svoju pravu prirodu sve češće.
Sakurina najdraža hrana su sirupom oblivene anko okruglice i umeboshi (usoljeno morsko voće), a ne voli jesti išta što je dosta jako začinjeno. Njezini su hobiji ispiti i pamćenje nekih stvari. Njezin najdraži izraz je "odvažnost" (勇気, Yūki), iako je nekoć bio "Život pun ljubavi" (一線愛の人生よ！, Issen ai no jinsei yo!). Ta je poruka također bila prikazana u završnoj pjesmi 170. epizode kao slika na zidu njene kupaonice. Također je otkriveno da se boji žaba.

## Rano djetinjstvo
U svojim ranim školskim danima, Sakura je bila bojažljiva te s vremena na vrijeme ismijavana i zadirkivana zbog svojeg velikog čela, sve dok joj Ino Yamanaka nije pristupila i sprijateljila se s njome, dajući joj vrpcu za kosu i savjetujući joj da se ne skriva iza svojih šišaka na čelu. Sakura se ugledala u Inoinu ljepotu i sposobnosti, no dok je priznavala njezino prijateljstvo, nije mogla zanemariti osjećaje slabije kvalitete koje je Ino pobudila u njoj. U jednom trenutku, za vrijeme školskog sata obrade cvijeća, Sakura se pita je li Ino potpuno procvali cvijet te, ako je tako, što je onda ona? Ino ju je razvedrila, rekavši joj da čak i pupoljak s vremenom postaje cvijet, te kako cvijet nema smisla ako ne procvijeta. Njihovo se prijateljstvo nastavilo sve dok nije postalo jasno da su obje zaljubljene u Sasukea Uchihu; Sakura je osjećala kako nikada neće biti jednaka s Ino, a kamoli je nadići u bilo čemu, sve dok će ona utjecati na nju. Predala je Ino njezinu vrpcu i izjavila kako će od sada biti suparnici. Njihovo se je prijateljstvo polako pogoršavalo i postalo pakosno suparništvo; na početku serija, nije bilo znaka da su jednom bile prijateljice.
U oštroj usporedbi s većinom ostalih likova, Sakuri nedostaje bilo kakva tragedija iz djetinjstva te, prvobitno, određenih motiva. Kada je njoj, Narutu i Sasukeu bila dodijeljena zadaća da osnuju Tim 7, ona se drži uz Sasukea i ne može izdržati Naruta - iako jedva poznaje ikog od njih. Kratko nakon stvaranja Tima 7, ona kaže Sasukeu kako misli da je razlog Narutovu nestašnom ponašanju taj da nema roditelja koji bi ga suzdržavali, te kako je ona ljubomorna na njega jer joj njezini roditelji uvijek pokušavaju kazati što da radi. Iako Naruto nije bio tamo kako bi zbog toga pobjesnio, Sasuke je znao iz osobnog iskustva da roditeljska strogost nije ništa u usporedbi sa samoćom jednog siročeta, te strogo osuđuje njeno površno ponašanje. To je bio prvi trag da Sakura nije tako površna kako je bila prikazana, te ona zaključuje kako je Sasuke vjerojatno bio u pravu te da bi se prema Narutu trebala ponašati bolje (iako bi to mogao biti dio njene zaljubljenoti - Kakashi kasnije primjećuje kako se ona uvijek slaže sa Sasukeom bez pitanja).

## Drugi dio

### Nova osobnost
Nakon prekida radnje od dvije i pol godine, Sakurina osobnost postala je mnogo zrelija. Poput većine ljudi u njezinoj dobi, postalo joj je mnogo udobnije u vlastitoj koži, pri čemu češće pokazuje okrutne izraze svoje osobine koji su prije bili odsječci Unutarnje Sakure, umjesto da samo reagira svojom stidljivom povučenosti. Jiraiya, pri njihovom prvom susretu, komentira kako ona postaje još jedna Tsunade.
Kada se ponovno srela s Narutom, pitala ga je izgleda li nešto više poput žene na zavodnički način. Naruto, koji to nije shvatio, komentirao je kako ne izgleda nimalo drugačije, dosađujući je. U dva različita slučaja, Saukra udari Saija za vrijeme manga izdanja, jednom jer ju je nazvao "vješticom", a drugi put jer je rekao Ino da je "lijepa" (Sakura je očekivala da će Sai uvrijediti Ino).
Sakurin prvi dojam novog Naruta je njegova očitija zrelost; bila je jako razočarana kada se je otkrilo da je još uvijek isti kao prije. Bez obzira na to, ona uviđe da se je Naruto promijenio nabolje te su oni postali veoma bliski. Sposobni su surađivati zajedno bolje nego prije, prošavši svoj drugi ispit sa zvončićima sa zamalo odličnim rezultatima, iako s pomalo neumjerenim grupnim radom. Još uvijek ga vrijeđa, ali na više zaigraniji način nego prije. Kada je Naruto jedan od njihovih izleta nazvao spojem, Sakura, još uvijek razbješnjena zbog njegova manjkanja zrelosti, odgovara: "Može. Dok god ti plaćaš." Više je zabrinuta za njegovo dobro, posebno otkada je postao meta Akatsukija, te je stalno u smrtnoj opasnosti. Plakala je za njega u nekoliko slučajeva, posebno nakon otkrića da će Naruto umrijeti izvuče li se iz njega demonska lisica. Yamato je pokušao dati čisto objašnjenje tih osjećaja dok je Naruto bio onesvješten, no on se je osvjestio i probudio prije negoli je Yamato mogao reći išta određenog.
Stanje njezinih osjećaja za Sasukea još je uvijek nejasno i zbunjujuće, iako se ona o njemu još uvijek brine barem kao o prijatelju, pošto je udarila Saija nakon što je ovaj uvrijedio Sasukea. Čak i s tim osjećajima, za vrijeme njhovog prvog susreta u Drugom dijelu, Sakura je Sasukea gledala neprijateljski te ga je pokušala napasti. Napotrebno je reći kako je Sasuke za Naruta i Sakuru još uvijek osjetljiva tema. Međutim, tijekom dvije i pol godine Sakura je postala samopouzdanija i manje stidljiva zbog njega; čak je voljna napasti ga kako bi zaštitila svoje prijatelje i odvela ga natrag u selo. U jednom kasnijem poglavlju, ona ispusti suzu nad slikom prijašnjeg Tima 7.

### Nove sposobnosti
Nakon dvije i pol godine intenzivnog Tsunadinog treninga, Sakura je postala odlični borbeni Medic-nin, a njezine sposobnosti kao ninja poboljšale su se u obliku medicinskog jutsua i korištenja chakre kako bi se stvorila ogromna fizička snaga, što je postigla za vrijeme treninga s Tsunadom. Primjer njezine pojačane snage nakon prekida radnje viđen je kad je udarila svojom šakom u tlo kako bi natjerala Kakashija, koji se sakrio pod zemljom, da se otkrije za vrijeme ispita sa zvončićima; njezina nadljudska snaga s lakoćom je probila tlo. Naruto i Kakashi, oboje šokirani prikazom, tu su tehniku nazvali njenom "ludom snagom". Još jedna korisna vještina koju je Sakura pokupila od Tsunade je sposobnost da odgonetne plan napada neprijatelja. Tsunade izjavlja kako je poznavanje te vještine posebno važno za medic-nine, pošto oni obično posjeduju manju izdržljivost i borbene sposobnosti na bojištu.
Razlog zašto Tsunade i Sakura posjeduju tako izvanrednu fizičku snagu je njihova kontrola chakre koja nema konkurencije; njihova snaga dolazi iz preciznog stvaranja i oslobađanja chakre, koja zahtijeva gotovo neljudsku brzinu i preciznost. Da Sakurina kontrola chakre nije bila na tako visokoj razini, Tsunade nikad ne bi bila u mogućnosti podučiti je tu tehniku, već bi ostala pri medicinskom jutsuu. S vremenom, i Tsunade i Sakura počinju instinktivno rabiti taj jutsu (stvaranje i oslobađanje chakre) bez potrebe za koncentriranjem. Sakura je među najspretnijim korisnicima chakre u cijeloj seriji, a vjerojetno je nadišla čak i svoju vlastitu učiteljicu, s obzirom na to da je bila sposobna naučiti medicinske sposobnosti tako visoke razine u tako kratkom vremenu. Također, za Sakurine medicinske vještine je rečeno kako nadmašuju mnoge medicinske ninje višeg ranga, te je vjerojatno jednaka, ako nije i nadišla, Tsunadine i Kabutove vještine kada su bili njezine dobi. Kakashi i Chiyo pohvalili su Sakuru zbog njezina mogućeg potencijala da nadiđe Tsunade.

### Spašavanje Gaare
Sakura je igrala pomoćnu ulogu kod spašavanja Gaare, stvarajući lijek za Sasorijev otrov i liječeći Kankura. Također je pomagala Chiyo u borbi protiv Sasorija, pri čemu su došli do informacija o Orochimaru. Chiyo upotrebljava chakra konopce kako bi upravljala Sakurom kao lutkom da bi ova mogla bolje izmicati Sasorijevim napadima. Sa svojom velikom snagom, Sakura u jednom udarcu s lakoćom uništava lutku u kojoj se skrivao Sasori. Sakura također ima odlučnost koja nije bila prikazana prije, kad je bila mlađa: ona ne odustaje kada je bila ranjena u trbuh sa Sasorijevim otrovnim katanama kako bi zaštitila Chiyo. Sada je motivirana s rastućom željom da bude od koristi svom selu i prijateljima, da pomogne Narutu spasiti Sasukea i spriječiti da Naruto postane žrtvom Akatsukija nakon što je vidjela što se dogodilo s Gaarom.

### Sadašnji dio priče
Sakura ostaje član Tima 7 (sada sastavljenog od Yamata, Naruta, Saija i nje same), te djeluje kao veza između Tima 7 i svog mentora, Tsunade, izvještavajući o Narutovom napretku u svladavanju novog jutsua. Tek nedavno, Tim 7 stigao je prisustvovati tekućoj borbi s dva člana Akatsukija. Sakura, zajedno sa Saijem, bila je poslana kako bi pomogla Shikamaru u borbi protiv Hidana, samo kako bi našla Shikamarua koji ga je već pobijedio.